# Diastella divaricata
Diastella divaricata är en tvåhjärtbladig växtart. Diastella divaricata ingår i släktet Diastella och familjen Proteaceae.

## Underarter
Arten delas in i följande underarter:
- D. d. divaricata
- D. d. montana